# Coupe d'Allemagne de football 2017-2018
Navigation
Édition précédente Édition suivante
La Coupe d'Allemagne de football 2017-2018 est la 75e édition de la Coupe d'Allemagne de football (DFB-Pokal) dont le tenant du titre est le Borussia Dortmund.
Le vainqueur reçoit une place pour la phase de groupes de la Ligue Europa 2018-2019, dans la mesure où il n'est pas qualifié pour la Ligue des champions par l'intermédiaire des quatre premières places du championnat. Dans ce cas, la place reviendrait au club classé sixième du championnat.
La compétition débute avec le premier tour le 11 août 2017 et se clôt par la finale, le 19 mai 2018, à l'Olympiastadion Berlin.

## Calendrier
| Tour | Nom                 | Dates retenues                           | Équipes participantes | Équipes gagnantes |
| 1    | Premier tour        | Du 11 août 2017 au 14 août 2017          | 64                    | 32                |
| 2    | Deuxième tour       | Les 24 octobre 2017 et 25 octobre 2017   | 32                    | 16                |
| 3    | Huitièmes de finale | Les 19 décembre 2017 et 20 décembre 2017 | 16                    | 8                 |
| 4    | Quarts de finale    | Les 6 février 2018 et 7 février 2018     | 8                     | 4                 |
| 5    | Demi-finale         | Les 17 avril 2018 et 18 avril 2018       | 4                     | 2                 |
| 6    | Finale              | Le 19 mai 2018                           | 2                     | 1                 |

## Clubs participants
| Par les championnats nationaux | Par les championnats nationaux | Par les championnats nationaux | Par les championnats nationaux | Par les championnats nationaux | Par les championnats nationaux | Par les championnats nationaux | Par les championnats nationaux | Par les championnats nationaux | Par les championnats nationaux | Par les championnats nationaux | Par les championnats nationaux |
| --- | --- | --- | --- | --- | --- | --- | --- | --- | --- | --- | --- |
| - 18 clubs de Bundesliga 2016-2017 : - Bayern Munich - RB Leipzig - Borussia Dortmund - Hoffenheim - FC Cologne - Hertha Berlin - SC Fribourg - Werder Brême - Borussia Mönchengladbach - Schalke 04 - Eintracht Francfort - Bayer Leverkusen - FC Augsburg - Hambourg SV - FSV Mayence - VfL Wolfsburg - FC Ingolstadt - SV Darmstadt | - 18 clubs de Bundesliga 2016-2017 : - Bayern Munich - RB Leipzig - Borussia Dortmund - Hoffenheim - FC Cologne - Hertha Berlin - SC Fribourg - Werder Brême - Borussia Mönchengladbach - Schalke 04 - Eintracht Francfort - Bayer Leverkusen - FC Augsburg - Hambourg SV - FSV Mayence - VfL Wolfsburg - FC Ingolstadt - SV Darmstadt | - 18 clubs de Bundesliga 2016-2017 : - Bayern Munich - RB Leipzig - Borussia Dortmund - Hoffenheim - FC Cologne - Hertha Berlin - SC Fribourg - Werder Brême - Borussia Mönchengladbach - Schalke 04 - Eintracht Francfort - Bayer Leverkusen - FC Augsburg - Hambourg SV - FSV Mayence - VfL Wolfsburg - FC Ingolstadt - SV Darmstadt | - 18 clubs de Bundesliga 2016-2017 : - Bayern Munich - RB Leipzig - Borussia Dortmund - Hoffenheim - FC Cologne - Hertha Berlin - SC Fribourg - Werder Brême - Borussia Mönchengladbach - Schalke 04 - Eintracht Francfort - Bayer Leverkusen - FC Augsburg - Hambourg SV - FSV Mayence - VfL Wolfsburg - FC Ingolstadt - SV Darmstadt | - 18 clubs de 2. Bundesliga 2016-2017 : - VfB Stuttgart - Hanovre 96 - Eintracht Brunswick - Union Berlin - Dynamo Dresden - Greuther Fürth - VfL Bochum - FC Heidenheim - FC Sankt Pauli - FC Nuremberg - SV Sandhausen - Fortuna Düsseldorf - Erzgebirge Aue - FC Kaiserslautern - Arminia Bielefeld - 1860 Munich - Würzburger Kickers - Karlsruher SC | - 18 clubs de 2. Bundesliga 2016-2017 : - VfB Stuttgart - Hanovre 96 - Eintracht Brunswick - Union Berlin - Dynamo Dresden - Greuther Fürth - VfL Bochum - FC Heidenheim - FC Sankt Pauli - FC Nuremberg - SV Sandhausen - Fortuna Düsseldorf - Erzgebirge Aue - FC Kaiserslautern - Arminia Bielefeld - 1860 Munich - Würzburger Kickers - Karlsruher SC | - 18 clubs de 2. Bundesliga 2016-2017 : - VfB Stuttgart - Hanovre 96 - Eintracht Brunswick - Union Berlin - Dynamo Dresden - Greuther Fürth - VfL Bochum - FC Heidenheim - FC Sankt Pauli - FC Nuremberg - SV Sandhausen - Fortuna Düsseldorf - Erzgebirge Aue - FC Kaiserslautern - Arminia Bielefeld - 1860 Munich - Würzburger Kickers - Karlsruher SC | - 18 clubs de 2. Bundesliga 2016-2017 : - VfB Stuttgart - Hanovre 96 - Eintracht Brunswick - Union Berlin - Dynamo Dresden - Greuther Fürth - VfL Bochum - FC Heidenheim - FC Sankt Pauli - FC Nuremberg - SV Sandhausen - Fortuna Düsseldorf - Erzgebirge Aue - FC Kaiserslautern - Arminia Bielefeld - 1860 Munich - Würzburger Kickers - Karlsruher SC | - 4 premiers de 3. Liga 2016-2017 : - MSV Duisbourg - Holstein Kiel - Jahn Ratisbonne - FC Magdebourg | - 4 premiers de 3. Liga 2016-2017 : - MSV Duisbourg - Holstein Kiel - Jahn Ratisbonne - FC Magdebourg | - 4 premiers de 3. Liga 2016-2017 : - MSV Duisbourg - Holstein Kiel - Jahn Ratisbonne - FC Magdebourg | - 4 premiers de 3. Liga 2016-2017 : - MSV Duisbourg - Holstein Kiel - Jahn Ratisbonne - FC Magdebourg |
| Par les 21 ligues régionales | | | | | | | | | | | |
| - Nöttingen Vainqueur de la coupe du pays de Bade 2016-2017 - Schweinfurt Vainqueur de la coupe du pays de Bavière 2016-2017 - SpVgg Unterhaching Champion de Regionalliga Bavière 2016-2017 - Energie Cottbus Vainqueur de la coupe de Brandebourg 2016-2017 - Leher TS Vainqueur de la coupe de Brême 2016-2017 - Eintracht Norderstedt Vainqueur de la coupe de Hambourg 2016-2017 - Wehen Wiesbaden Vainqueur de la coupe de Hesse 2016-2017 - Hansa Rostock Vainqueur de la coupe de Mecklembourg-Poméranie-Occidentale 2016-2017 - Bonner SC Vainqueur de la coupe du Rhin moyen 2016-2017 - Rot-Weiss Essen Finaliste de la coupe du bas Rhin 2016-2017 - LSK Hansa Finaliste de la coupe de Basse-Saxe 2016-2017 - VfL Osnabrück Vainqueur de la coupe de Basse-Saxe 2016-2017 | - Nöttingen Vainqueur de la coupe du pays de Bade 2016-2017 - Schweinfurt Vainqueur de la coupe du pays de Bavière 2016-2017 - SpVgg Unterhaching Champion de Regionalliga Bavière 2016-2017 - Energie Cottbus Vainqueur de la coupe de Brandebourg 2016-2017 - Leher TS Vainqueur de la coupe de Brême 2016-2017 - Eintracht Norderstedt Vainqueur de la coupe de Hambourg 2016-2017 - Wehen Wiesbaden Vainqueur de la coupe de Hesse 2016-2017 - Hansa Rostock Vainqueur de la coupe de Mecklembourg-Poméranie-Occidentale 2016-2017 - Bonner SC Vainqueur de la coupe du Rhin moyen 2016-2017 - Rot-Weiss Essen Finaliste de la coupe du bas Rhin 2016-2017 - LSK Hansa Finaliste de la coupe de Basse-Saxe 2016-2017 - VfL Osnabrück Vainqueur de la coupe de Basse-Saxe 2016-2017 | - Nöttingen Vainqueur de la coupe du pays de Bade 2016-2017 - Schweinfurt Vainqueur de la coupe du pays de Bavière 2016-2017 - SpVgg Unterhaching Champion de Regionalliga Bavière 2016-2017 - Energie Cottbus Vainqueur de la coupe de Brandebourg 2016-2017 - Leher TS Vainqueur de la coupe de Brême 2016-2017 - Eintracht Norderstedt Vainqueur de la coupe de Hambourg 2016-2017 - Wehen Wiesbaden Vainqueur de la coupe de Hesse 2016-2017 - Hansa Rostock Vainqueur de la coupe de Mecklembourg-Poméranie-Occidentale 2016-2017 - Bonner SC Vainqueur de la coupe du Rhin moyen 2016-2017 - Rot-Weiss Essen Finaliste de la coupe du bas Rhin 2016-2017 - LSK Hansa Finaliste de la coupe de Basse-Saxe 2016-2017 - VfL Osnabrück Vainqueur de la coupe de Basse-Saxe 2016-2017 | - Nöttingen Vainqueur de la coupe du pays de Bade 2016-2017 - Schweinfurt Vainqueur de la coupe du pays de Bavière 2016-2017 - SpVgg Unterhaching Champion de Regionalliga Bavière 2016-2017 - Energie Cottbus Vainqueur de la coupe de Brandebourg 2016-2017 - Leher TS Vainqueur de la coupe de Brême 2016-2017 - Eintracht Norderstedt Vainqueur de la coupe de Hambourg 2016-2017 - Wehen Wiesbaden Vainqueur de la coupe de Hesse 2016-2017 - Hansa Rostock Vainqueur de la coupe de Mecklembourg-Poméranie-Occidentale 2016-2017 - Bonner SC Vainqueur de la coupe du Rhin moyen 2016-2017 - Rot-Weiss Essen Finaliste de la coupe du bas Rhin 2016-2017 - LSK Hansa Finaliste de la coupe de Basse-Saxe 2016-2017 - VfL Osnabrück Vainqueur de la coupe de Basse-Saxe 2016-2017 | - Nöttingen Vainqueur de la coupe du pays de Bade 2016-2017 - Schweinfurt Vainqueur de la coupe du pays de Bavière 2016-2017 - SpVgg Unterhaching Champion de Regionalliga Bavière 2016-2017 - Energie Cottbus Vainqueur de la coupe de Brandebourg 2016-2017 - Leher TS Vainqueur de la coupe de Brême 2016-2017 - Eintracht Norderstedt Vainqueur de la coupe de Hambourg 2016-2017 - Wehen Wiesbaden Vainqueur de la coupe de Hesse 2016-2017 - Hansa Rostock Vainqueur de la coupe de Mecklembourg-Poméranie-Occidentale 2016-2017 - Bonner SC Vainqueur de la coupe du Rhin moyen 2016-2017 - Rot-Weiss Essen Finaliste de la coupe du bas Rhin 2016-2017 - LSK Hansa Finaliste de la coupe de Basse-Saxe 2016-2017 - VfL Osnabrück Vainqueur de la coupe de Basse-Saxe 2016-2017 | - Nöttingen Vainqueur de la coupe du pays de Bade 2016-2017 - Schweinfurt Vainqueur de la coupe du pays de Bavière 2016-2017 - SpVgg Unterhaching Champion de Regionalliga Bavière 2016-2017 - Energie Cottbus Vainqueur de la coupe de Brandebourg 2016-2017 - Leher TS Vainqueur de la coupe de Brême 2016-2017 - Eintracht Norderstedt Vainqueur de la coupe de Hambourg 2016-2017 - Wehen Wiesbaden Vainqueur de la coupe de Hesse 2016-2017 - Hansa Rostock Vainqueur de la coupe de Mecklembourg-Poméranie-Occidentale 2016-2017 - Bonner SC Vainqueur de la coupe du Rhin moyen 2016-2017 - Rot-Weiss Essen Finaliste de la coupe du bas Rhin 2016-2017 - LSK Hansa Finaliste de la coupe de Basse-Saxe 2016-2017 - VfL Osnabrück Vainqueur de la coupe de Basse-Saxe 2016-2017 | - TuS Coblence Vainqueur de la coupe de Rhénanie 2016-2017 - FC Sarrebruck Vainqueur de la coupe de Sarre 2016-2017 - Chemnitzer FC Vainqueur de la coupe de Saxe 2016-2017 - Germania Halberstadt Vainqueur de la coupe de Saxe-Anhalt 2016-2017 - SV Eichede Vainqueur de la coupe du Schleswig-Holstein 2016-2017 - Rielasingen-Arlen Vainqueur de la coupe du pays de Bade du sud 2016-2017 - Morlautern Vainqueur de la coupe du Sud-Ouest 2016-2017 - Rot-Weiss Erfurt Vainqueur de la coupe de Thuringe 2016-2017 - Cologne II Champion de Regionalliga Ouest 2016-2017 - Paderborn Vainqueur de la coupe de Westphalie 2016-2017 - Sportfreunde Lotte Finaliste de la coupe de Westphalie 2016-2017 - Sportfreunde Dorfmerkingen Vainqueur de la coupe de Wurtemberg 2016-2017 | - TuS Coblence Vainqueur de la coupe de Rhénanie 2016-2017 - FC Sarrebruck Vainqueur de la coupe de Sarre 2016-2017 - Chemnitzer FC Vainqueur de la coupe de Saxe 2016-2017 - Germania Halberstadt Vainqueur de la coupe de Saxe-Anhalt 2016-2017 - SV Eichede Vainqueur de la coupe du Schleswig-Holstein 2016-2017 - Rielasingen-Arlen Vainqueur de la coupe du pays de Bade du sud 2016-2017 - Morlautern Vainqueur de la coupe du Sud-Ouest 2016-2017 - Rot-Weiss Erfurt Vainqueur de la coupe de Thuringe 2016-2017 - Cologne II Champion de Regionalliga Ouest 2016-2017 - Paderborn Vainqueur de la coupe de Westphalie 2016-2017 - Sportfreunde Lotte Finaliste de la coupe de Westphalie 2016-2017 - Sportfreunde Dorfmerkingen Vainqueur de la coupe de Wurtemberg 2016-2017 | - TuS Coblence Vainqueur de la coupe de Rhénanie 2016-2017 - FC Sarrebruck Vainqueur de la coupe de Sarre 2016-2017 - Chemnitzer FC Vainqueur de la coupe de Saxe 2016-2017 - Germania Halberstadt Vainqueur de la coupe de Saxe-Anhalt 2016-2017 - SV Eichede Vainqueur de la coupe du Schleswig-Holstein 2016-2017 - Rielasingen-Arlen Vainqueur de la coupe du pays de Bade du sud 2016-2017 - Morlautern Vainqueur de la coupe du Sud-Ouest 2016-2017 - Rot-Weiss Erfurt Vainqueur de la coupe de Thuringe 2016-2017 - Cologne II Champion de Regionalliga Ouest 2016-2017 - Paderborn Vainqueur de la coupe de Westphalie 2016-2017 - Sportfreunde Lotte Finaliste de la coupe de Westphalie 2016-2017 - Sportfreunde Dorfmerkingen Vainqueur de la coupe de Wurtemberg 2016-2017 | - TuS Coblence Vainqueur de la coupe de Rhénanie 2016-2017 - FC Sarrebruck Vainqueur de la coupe de Sarre 2016-2017 - Chemnitzer FC Vainqueur de la coupe de Saxe 2016-2017 - Germania Halberstadt Vainqueur de la coupe de Saxe-Anhalt 2016-2017 - SV Eichede Vainqueur de la coupe du Schleswig-Holstein 2016-2017 - Rielasingen-Arlen Vainqueur de la coupe du pays de Bade du sud 2016-2017 - Morlautern Vainqueur de la coupe du Sud-Ouest 2016-2017 - Rot-Weiss Erfurt Vainqueur de la coupe de Thuringe 2016-2017 - Cologne II Champion de Regionalliga Ouest 2016-2017 - Paderborn Vainqueur de la coupe de Westphalie 2016-2017 - Sportfreunde Lotte Finaliste de la coupe de Westphalie 2016-2017 - Sportfreunde Dorfmerkingen Vainqueur de la coupe de Wurtemberg 2016-2017 | - TuS Coblence Vainqueur de la coupe de Rhénanie 2016-2017 - FC Sarrebruck Vainqueur de la coupe de Sarre 2016-2017 - Chemnitzer FC Vainqueur de la coupe de Saxe 2016-2017 - Germania Halberstadt Vainqueur de la coupe de Saxe-Anhalt 2016-2017 - SV Eichede Vainqueur de la coupe du Schleswig-Holstein 2016-2017 - Rielasingen-Arlen Vainqueur de la coupe du pays de Bade du sud 2016-2017 - Morlautern Vainqueur de la coupe du Sud-Ouest 2016-2017 - Rot-Weiss Erfurt Vainqueur de la coupe de Thuringe 2016-2017 - Cologne II Champion de Regionalliga Ouest 2016-2017 - Paderborn Vainqueur de la coupe de Westphalie 2016-2017 - Sportfreunde Lotte Finaliste de la coupe de Westphalie 2016-2017 - Sportfreunde Dorfmerkingen Vainqueur de la coupe de Wurtemberg 2016-2017 | - TuS Coblence Vainqueur de la coupe de Rhénanie 2016-2017 - FC Sarrebruck Vainqueur de la coupe de Sarre 2016-2017 - Chemnitzer FC Vainqueur de la coupe de Saxe 2016-2017 - Germania Halberstadt Vainqueur de la coupe de Saxe-Anhalt 2016-2017 - SV Eichede Vainqueur de la coupe du Schleswig-Holstein 2016-2017 - Rielasingen-Arlen Vainqueur de la coupe du pays de Bade du sud 2016-2017 - Morlautern Vainqueur de la coupe du Sud-Ouest 2016-2017 - Rot-Weiss Erfurt Vainqueur de la coupe de Thuringe 2016-2017 - Cologne II Champion de Regionalliga Ouest 2016-2017 - Paderborn Vainqueur de la coupe de Westphalie 2016-2017 - Sportfreunde Lotte Finaliste de la coupe de Westphalie 2016-2017 - Sportfreunde Dorfmerkingen Vainqueur de la coupe de Wurtemberg 2016-2017 |

## Résultats

### Premier tour
Le premier tour se déroule du 11 au 14 août 2017.
| Club recevant              | Score                | Club visiteur            |
| -------------------------- | -------------------- | ------------------------ |
| 1860 Munich                | 1 - 2                | FC Ingolstadt            |
| Germania Halberstadt       | 1 - 2                | SC Fribourg              |
| MSV Duisbourg              | 1 - 2                | FC Nuremberg             |
| VfL Osnabrück              | 3 - 1                | Hambourg SV              |
| Bonner SC                  | 2 - 6                | Hanovre 96               |
| FC Magdebourg              | 2 - 0                | FC Augsbourg             |
| Chemnitzer FC              | 0 - 5                | Bayern Munich            |
| FC Hansa Rostock           | 0 - 2                | Hertha Berlin            |
| Energie Cottbus            | 2 - 2 ap (3 - 4 tab) | VfB Stuttgart            |
| Sportfreunde Dorfmerkingen | 0 - 5                | RB Leipzig               |
| Rot-Weiss Erfurt           | 0 - 1                | 1899 Hoffenheim          |
| SC Paderborn               | 2 - 1                | FC Sankt Pauli           |
| Lüneburger SK Hansa        | 1 - 3                | FSV Mayence 05           |
| Leher TS                   | 0 - 5                | FC Cologne               |
| Rot-Weiss Essen            | 1 - 2                | Borussia Mönchengladbach |
| Würzburger Kickers         | 0 - 3                | Werder Brême             |
| Schweinfurt 05             | 2 - 1                | SV Sandhausen            |
| SV Morlautern              | 0 - 5                | Greuther Fürth           |
| FC Sarrebruck              | 1 - 2ap              | Union Berlin             |
| FC Nöttingen               | 2 - 5                | VfL Bochum               |
| Jahn Ratisbonne            | 3 - 1                | SV Darmstadt             |
| Wehen Wiesbaden            | 2 - 0                | Erzgebirge Aue           |
| Arminia Bielefeld          | 1 - 3ap              | Fortuna Düsseldorf       |
| Eintracht Norderstedt      | 0 - 1                | VfL Wolfsbourg           |
| SpVgg Unterhaching         | 0 - 4                | FC Heidenheim            |
| TuS Erndtebrück            | 0 - 3                | Eintracht Francfort      |
| TuS Coblence               | 2 - 3                | Dynamo Dresden           |
| FC Rielasingen-Arlen       | 0 - 4                | Borussia Dortmund        |
| Karlsruher SC              | 0 - 3ap              | Bayer Leverkusen         |
| SV Eichede                 | 0 - 4                | FC Kaiserslautern        |
| Holstein Kiel              | 2 - 1                | Eintracht Brunswick      |
| BFC Dynamo                 | 0 - 2                | Schalke 04               |

### Deuxième tour
Le deuxième tour se déroule du 24 au 25 octobre 2017.
| Club recevant        | Score           | Club visiteur            |
| -------------------- | --------------- | ------------------------ |
| 1. FC Schweinfurt 05 | 0 - 4           | Eintracht Francfort      |
| VfL Osnabrück        | 2 - 3           | FC Nuremberg             |
| 1. FC Magdeburg      | 0 - 5           | Borussia Dortmund        |
| SC Paderborn 07      | 2 - 0           | VfL Bochum               |
| SV Wehen Wiesbaden   | 1 - 3           | FC Schalke 04            |
| Fortuna Düsseldorf   | 0 - 1           | Borussia Mönchengladbach |
| 1. FSV Mayence 05    | 3 - 2 ap        | Holstein Kiel            |
| Hertha BSC Berlin    | 1 - 3           | FC Cologne               |
| Bayer Leverkusen     | 4 - 1           | 1. FC Union Berlin       |
| Jahn Regensburg      | 2 - 5           | FC Heidenheim            |
| VfL Wolfsbourg       | 1 - 0           | Hanovre 96               |
| Werder Brême         | 1 - 0           | 1899 Hoffenheim          |
| 1. FC Kaiserslautern | 1 - 3           | VfB Stuttgart            |
| SpVgg Greuther Fürth | 1 - 3           | FC Ingolstadt 04         |
| SC Fribourg          | 3 - 1           | Dynamo Dresden           |
| RB Leipzig           | 1 - 1 (4-5 tab) | Bayern Munich            |

### Huitièmes de finale
Les huitièmes de finale se déroulent les 19 et 20 décembre 2017. Le tirage au sort a été effectué par Stefan Effenberg le 29 octobre 2017.
| Club recevant            | Score    | Club visiteur       |
| ------------------------ | -------- | ------------------- |
| 1. FSV Mayence 05        | 3 - 1    | VfB Stuttgart       |
| FC Nuremberg             | 0 - 2 ap | VfL Wolfsbourg      |
| Bayern Munich            | 2 - 1    | Borussia Dortmund   |
| FC Heidenheim            | 1 - 2 ap | Eintracht Francfort |
| Werder Brême             | 3 - 2    | SC Fribourg         |
| Borussia Mönchengladbach | 0 - 1    | Bayer Leverkusen    |
| SC Paderborn 07          | 1 - 0    | FC Ingolstadt 04    |
| FC Schalke 04            | 1 - 0    | FC Cologne          |

### Quarts de finale
Les quarts de finale se déroulent les 6 et 7 février 2018.
| Club recevant       | Score    | Club visiteur     |
| ------------------- | -------- | ----------------- |
| SC Paderborn 07     | 0 - 6    | Bayern Munich     |
| Bayer Leverkusen    | 4 - 2 ap | Werder Brême      |
| Eintracht Francfort | 3 - 0    | 1. FSV Mayence 05 |
| FC Schalke 04       | 1 - 0    | VfL Wolfsbourg    |

### Demi-finales
Les demi-finales se déroulent les 17 et 18 avril 2018.
| Club recevant    | Score | Club visiteur       |
| ---------------- | ----- | ------------------- |
| Bayer Leverkusen | 2 - 6 | Bayern Munich       |
| Schalke 04       | 0 - 1 | Eintracht Francfort |

## Finale
| 19 mai 2018 | Bayern Munich   | 1 - 3   | Eintracht Francfort             | Stade olympique de Berlin                     |                                               |
| 20h00       | Lewandowski 53e | (0 - 1) | 11e 82e Rebić · 90+6e Gaćinović | Spectateurs : 74 322 Arbitrage : Felix Zwayer | Spectateurs : 74 322 Arbitrage : Felix Zwayer |
| 20h00       | Rapport (de)    |         |                                 | Spectateurs : 74 322 Arbitrage : Felix Zwayer | Spectateurs : 74 322 Arbitrage : Felix Zwayer |

## Primes
Une augmentation des primes reversées aux participants de 53 à 64 millions d'euros est annoncée et se décompose ainsi:
| Tour atteint                     | Prime par équipe | Prime cumulée par équipe | Prime par tour   | Prime par tour cumulée |
| -------------------------------- | ---------------- | ------------------------ | ---------------- | ---------------------- |
| Premier tour (64 équipes)        | 0.155.000 €      | 0.155.000 €              | 0.9.920.000 €    | 0.9.920.000 €          |
| Deuxième tour (32 équipes)       | 0.310.000 €      | 0.465.000 €              | 0.9.920.000 €    | 19.840.000 €           |
| Huitièmes de finale (16 équipes) | 0.630.000 €      | 1.095.000 €              | 10.080.000 €     | 29.920.000 €           |
| Quarts de finale (8 équipes)     | 1.265.000 €      | 2.360.000 €              | 10.120.000 €     | 40.040.000 €           |
| Demi-finale (4 équipes)          | 2.550.000 €      | 4.910.000 €              | 10.200.000 €     | 50.240.000 €           |
| Finale (2 équipes)               | pas encore connu | pas encore connu         | pas encore connu | pas encore connu       |
| Vainqueur (1 équipe)             | pas encore connu | pas encore connu         | pas encore connu | 64.000.000 €           |